# Serafino Romani
Serafino Romani (Cattolica, 11 settembre 1921 – Cattolica, 20 ottobre 1984) è stato un allenatore di calcio e calciatore italiano, di ruolo attaccante.

## Caratteristiche tecniche
Romani era un'ala destra, veloce e abile nel dribbling.

## Carriera

### Calciatore
Esordisce sedicenne nel Rimini, nel campionato di Serie C 1937-1938, realizzando un gol in 3 presenze. Nelle stagioni successive si impone come titolare nella formazione romagnola, realizzando un massimo di 9 reti nel campionato di Serie C 1941-1942.
Prima dell'interruzione bellica si trasferisce all'Anconitana-Bianchi, con cui esordisce in Serie B mettendo a segno 8 reti nel campionato 1942-1943; in quella stagione viene anche convocato nella rappresentativa nazionale della Gioventù Italiana del Littorio. Alla ripresa dei tornei, dopo una parentesi nel Cesena, torna in forza all'Anconitana, con cui esordisce nella massima serie (la ricostituita Divisione Nazionale) il 21 ottobre 1945, nella sconfitta interna contro la Roma. Al termine della stagione si trasferisce al Modena, espressamente voluto da Alfredo Mazzoni, e vi disputa tre stagioni di Serie A. Nel primo campionato contribuisce con 8 reti in 36 partite al terzo posto dei canarini, miglior piazzamento di sempre nella storia societaria.
Nel 1949, dopo la retrocessione del Modena in Serie B, passa al Catania, a sua volta promosso nella serie cadetta. Vi milita per due stagioni, ricoprendo il ruolo di ala destra titolare e totalizzando 59 presenze con 3 reti. Nel dicembre 1951 scende di categoria, trasferendosi al Piacenza, in Serie C, con il quale conquista il primo posto nel campionato 1951-1952 realizzando 9 reti; a queste si aggiungono altre 5 reti messe a segno nel girone promozione finale, non sufficienti a garantire il primo posto alla squadra piacentina, nella quale milita anche per la stagione successiva. Nel 1953 passa al Pisa, dove disputa un'ulteriore stagione in Serie C.

### Allenatore
Nel campionato 1957-1958 subentra sulla panchina del Riccione. Nel campionato di Promozione 1961-1962 allena il Cattolica, squadra della cittadina natale, e negli anni successivi guida il Fano (in Serie D), il Gabicce e l'Urbino.

## Palmarès

### Giocatore

#### Competizioni nazionali
- Campionato italiano Serie C: 1

Piacenza: 1951-1952 (girone B)